# بيلسيتو
بيلسيتو (بالإيطالية: Belsito)‏ هي مدينة وكومونا في مقاطعة كزنسة بمنطقة قلورية، جنوب إيطاليا، تقع على ساحل البحر التيراني.